# Aspalathus intricata
Aspalathus intricata är en ärtväxtart som beskrevs av Robert Harold Compton. Aspalathus intricata ingår i släktet Aspalathus och familjen ärtväxter.

## Underarter
Arten delas in i följande underarter:
- A. i. anthospermoides
- A. i. intricata
- A. i. oxyclada